# Секунд Трентский
Секунд (также Секунд Тридентский и Секунд из Нон; лат. Secundus, итал. Secondo; около 547 — март 612, Тренто) — церковный деятель Лангобардского королевства, аббат и историк.

## Биография

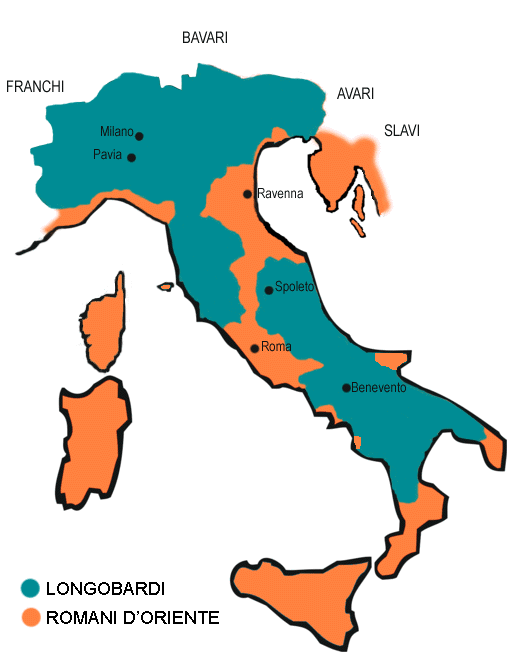
Апеннинский полуостров в правление Агилульфа

Основной исторический источник о Секунде Трентском — написанная в 780-х — 790-х годах Павлом Диаконом «История лангобардов». Также он упоминается в посланиях папы римского Григория I Великого.
Достоверных сведений о ранних годах жизни Секунда Трентского не сохранилось. Предполагается, что он родился около 547 года в италоримской семье и ещё молодым человеком принял духовный сан, став монахом одного из аббатств в Северной Италии. В единственном сохранившемся фрагменте сочинения Секунда сообщается, что к 580 году тот был монахом уже пятнадцать лет.
Некоторые историки отождествляют Секунда Трентского с одноимённым диаконом из клира Равеннской архиепархии. Этот Секунд упоминается в письмах Григория I Великого, датированных 596 годом и посвящённых спору о трёх главах. В качестве посланника архиепископа Мариниана диакон Секунд ездил к папе римскому и лангобардскому королю Агилульфу, а также вёл переговоры с экзархом Равенны. Целью этих поездок было заключение мира между лангобардами и византийцами. Однако такое отождествление не находит единодушной поддержки среди медиевистов.
Достоверно известно, что Секунд Трентский был настоятелем монастыря в долине Валь-ди-Нон, находившейся во владениях правителей Лангобардского королевства. Будучи одним из наиболее приближённых к лангобардской королеве Теоделинде лиц, он в 590 году выступал её представителем в переговорах о заключении брака между ней и Агилульфом. Возможно, не без влияния Секунда состоялся переход этого монарха из арианства в ортодоксальное христианство. 7 апреля 603 года в соборе Святого Иоанна Крестителя в Монце аббат Секунд провёл церемонию крещения по римскому обряду принца Аделоальда, таким образом став крёстным отцом сына Агилульфа и Теоделинды. Это свидетельствует о том, что Секунд в то время был очень близок к лангобардской королевской семье, входя в число ближайших советников Агилульфа.
По повелению королевы Теоделинды Секунд Трентский в начале 600-х годов вступил в переписку с Григорием I Великим. В направленных аббатом папе двух посланиях задавались вопросы, касавшиеся спора о трёх главах. При этом Секунд высказывал идеи, противоречившие мнению на эту проблему папы римского. Однако уже в отправленном в декабре 603 года письме Григория I к Теоделинде упоминалось, что Секунд изменил своё первоначальное мнение на этот вопрос и примкнул к сторонникам папы римского, в то время как епископ Тренто Агнелл остался приверженцем противоположной позиции.
Секунд скончался в марте 612 года в Тренто. Мнение о том, что он мог быть епископом, ошибочно: в конце VI — начале VII века главами Трентской епархии были Агнелл и Верекунд.

## Труды
Секунд Трентский — первый известный по имени автор, написавший историю лангобардов. Этот труд, известный под названием «История деяний лангобардов» (лат. Langobardorum gentis historiola), не сохранился. Единственный дошедший до нашего времени фрагмент, предположительно являющийся частью сочинения Секунда — найденный в XVIII веке в библиотеке Вайнгартенского аббатства в манускрипте VIII века текст из двенадцати строк, в котором описываются происходившие в Италии в 580 году споры о трёх главах. Однако содержавшиеся в работе Секунда сведения использовал Павел Диакон для своей «Истории лангобардов». Предполагается, что Секунд мог начать работать над «Историей деяний лангобардов» в 591 году и довести её до 612 года.
Среди историков идут дискуссии о том, что из себя представляла «История деяний лангобардов» Секунда Трентского. Часть исследователей предполагает, что это был небольшой по объёму текст, написанный в форме анналов или хроники. Возможно, что Секунд описал в своём труде только те события, современником которых он был. Сведения же о временах до лангобардского завоевания Апеннинского полуострова в нём или отсутствовали, или были очень краткими. Это мнение подтверждается тем, что для описания событий этого периода Павел Диакон использовал не «Историю деяний лангобардов», а составленный во второй половине VII века трактат «Происхождение народа лангобардов». На основании упоминания Павлом Диаконом труда Секунда как «краткой истории» или «историйки» (лат. historiola) предполагается даже, что автор «Истории лангобардов» весьма пренебрежительно относился к работе своего предшественника. В качестве дополнительного подтверждения этой теории приводятся слова Павла Диакона о недоумении, возникшем у него из-за отсутствия в труде Секунда сведений о победе лангобардов над франками в 588 году. Другие же медиевисты считают, что Секунд создал значительное по объёму произведение, в котором, по свидетельству того же Павла Диакона, «описывались многие подвиги лангобардов». Хотя труд Секунда упоминается в «Истории лангобардов» только два раза, предполагается, что Павел Диакон мог заимствовать из работы своего предшественника большое число известий о деяниях лангобардов первых пятидесяти лет существования их государства в Италии. Такой вывод делается на основании значительного сокращения сведений, упоминаемых Павлом Диаконом начиная с момента смерти Секунда в 612 году и заканчивая вступлением на престол короля Ротари в 636 году. Возможно, что часть приводимых Павлом Диаконом в «Истории лангобардов» свидетельств, особенно о правлении королей Аутари и Агилульфа, является дословным заимствованием из труда Секунда. Одними из таких сведений могут быть известия о военной деятельности славян в 590-х — 610-х годах.